# Bandeira da Bulgária
A bandeira da Bulgária consiste de três listas horizontais iguais de cores branca (no topo), verde e vermelha. O brasão de armas anterior, que estava colocado no lado da tralha da lista branca, foi removido depois de 1989 — continha um leão rampante no interior de uma grinalda de espigas de trigo, por baixo de uma estrela de cinco pontas e por cima de um listel que continha as datas 681 (estabelecimento do primeiro estado búlgaro) e 1944 (o golpe de 9 de Setembro na Bulgária e a ocupação soviética do país).

## Bandeiras históricas

Bandeira entre 1878 e 1944.
República Popular da Bulgária (1946-1948).
República Popular da Bulgária (1948-1967).
República Popular da Bulgária (1967-1971).
(1971-1990).

## Outras bandeiras

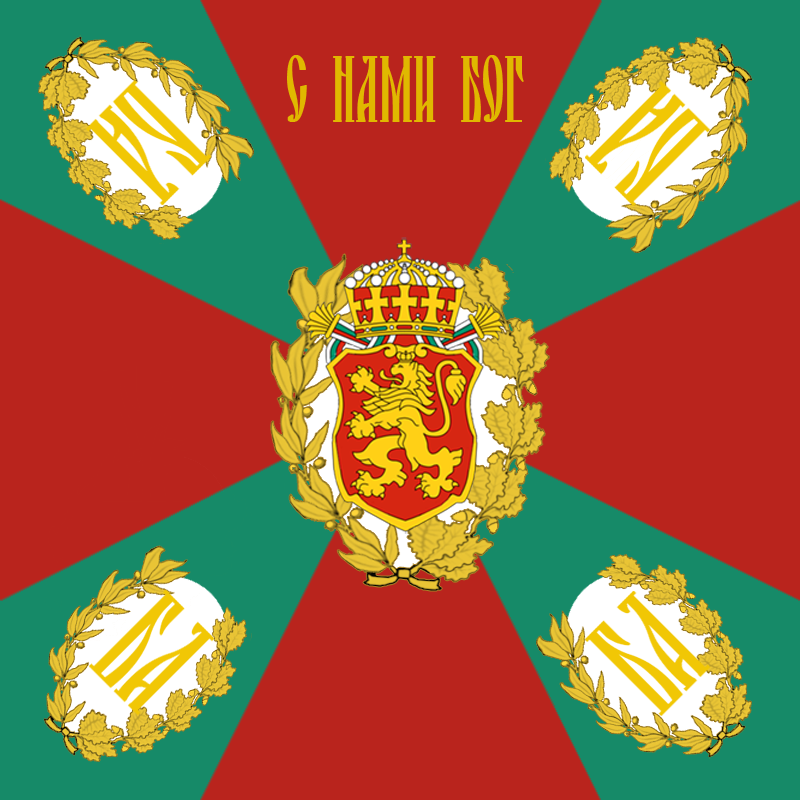
Bandeira de combate.
Bandeira da Marinha.
Jaque naval.
Bandeira da Guarda Costeira.
Estandarte presidencial.